# 慈溪市逍林中学
逍林中学全名为慈溪市逍林中学，是浙江省二级重点中学。

## 地理位置
逍林中学位于G329国道北侧，逍林镇南端。

## 校史沿革
- 1956年，创建逍林中学，仅招收初中生。
- 1970年，经改制，并开始招收高中生。
- 1998年，迁往新校区，余秋雨题写校名。